# نام‌گذاری اجرام آسمانی
تعیین موقت نجومی، قراردادی نجومی است برای نام‌گذاری سریع اما موقت اجسام اکتشافی. اسامی انتخابی توسط این قرارداد فقط به منظور ثبت اولیه است و پس از مطالعات لازم با اسمی مرتبط ولی دائمی جایگزین می‌شود. اما این قانون سطوح مختلفی دارد، به‌طور مثال در مورد سیارکها معمولاً اسامی انتخابی اولیه به صورت دائم بر روی سیارک مورد نظر می‌ماند و از طرف نهادی تغییر نمی‌کند.

## تقیسیم بندی نام‌
به‌طور کلی می‌توان این نام‌ها را به چهار بخش کلی تقسیم کرد ؛
- اسامی رقومی: از اعدادی استفاده می‌شود که در بالا به توضیح آن پرداخته شد.
- اسامی شخصی: به‌طور مثال اسم خود کاشف یا اسم همسر، فرزند، استاد یا حتی اسم حیوانات خانگی خود !
- اسامی اساطیر: به‌طور معمول می‌توان اشاره کرد که منظور کلی از اسم اساطیر در این مبحث فقط به نام‌های اساطیر یونانی اشاره دارد.
- اسامی شخصیت‌های داستان‌های نویسندگان بزرگ همچون شکسپیر، مولیر و دیگر نویسندگان.